# Albagiara
Albagiara (en sard, Ollasta Useddus) és un municipi italià, dins de la província d'Oristany. L'any 2007 tenia 289 habitants. Es troba a la regió de Marmilla. Limita amb els municipis d'Ales, Assolo, Genoni (NU), Gonnosnò, Mogorella, Usellus i Villa Sant'Antonio.

## Administració
| Període | Identitat        | Partit        |
| ------- | ---------------- | ------------- |
| 2005-   | Maurizio Malloci | Llista cívica |